# 仁川大學站
仁川大學站（：／ Incheondae-ipgu yeok */?）是仁川地鐵1號線沿線的一座地下車站，位於韓國仁川廣域市延壽區松島洞。2009年舉辦仁川世界都市慶典後至2012年10月間以「明日之城」（투모로우시티）作為韓語副站名，11月起改為「松島ConvensiA」（송도컨벤시아）。

## 車站結構
站體為2面2線側式月台的地下車站，候車月台設有月台幕門，並有2處出口。

### 月台配置
| 知識信息園區 ↑ |
| \| 上          |
| ↓ 中央公園     |

| 月台 | 路線               | 目的地                                       |
| ---- | ------------------ | -------------------------------------------- |
| 上行 | ●仁川都市鐵道1號線 | 源仁齋、富平、橘峴、桂陽方向                 |
| 下行 | ●仁川都市鐵道1號線 | 中央公園、國際業務園區、松島月光慶典公園方向 |

## 歷史
- 2009年6月1日：落成啟用。

## 車站周邊
- 仁川大学
- 松島中央公園
- 松島Convensia（朝鲜语：송도컨벤시아）
- 仁川市內公車轉運站
- 仁川喜來登酒店

## 圖片

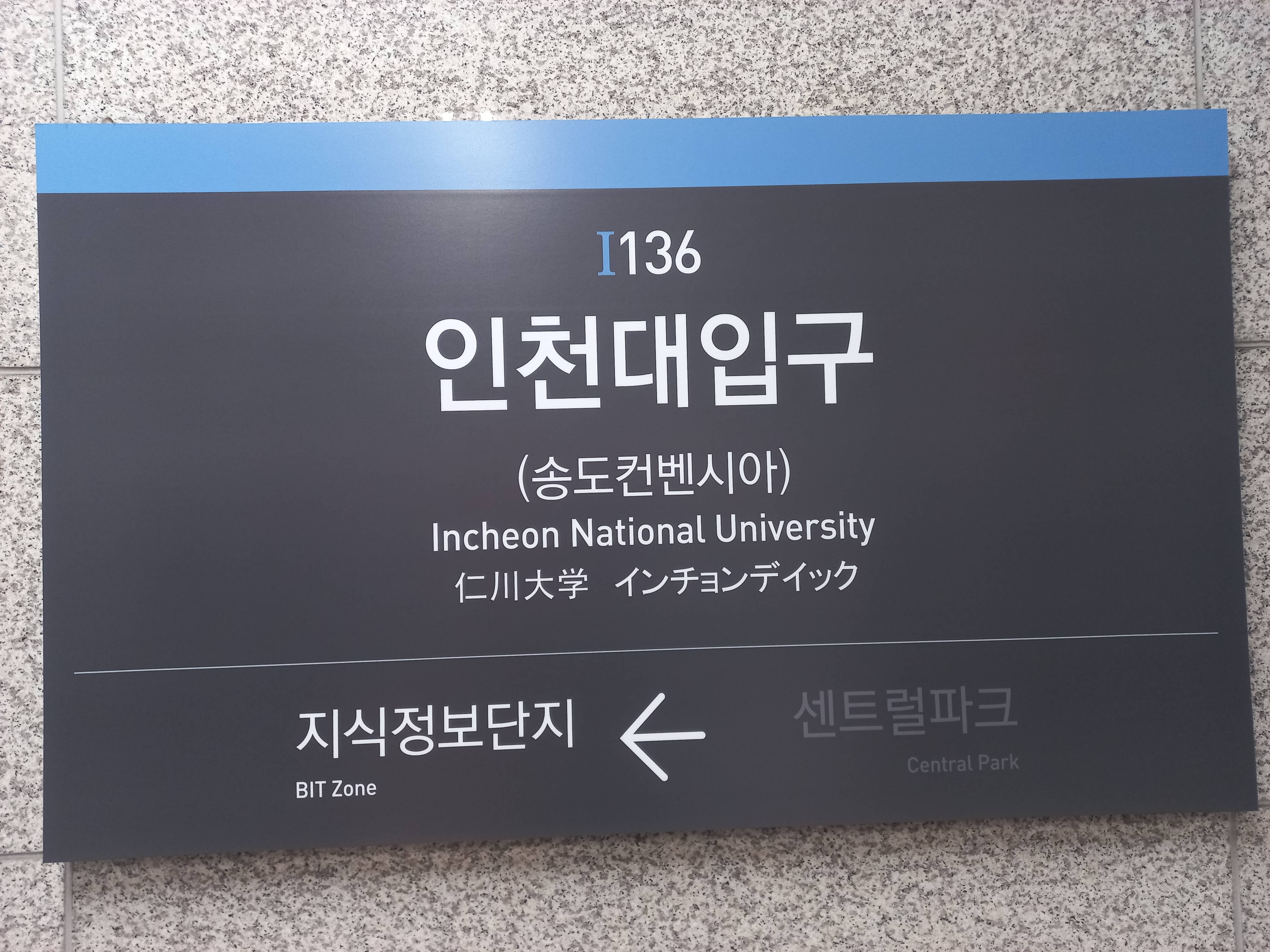
站名牌
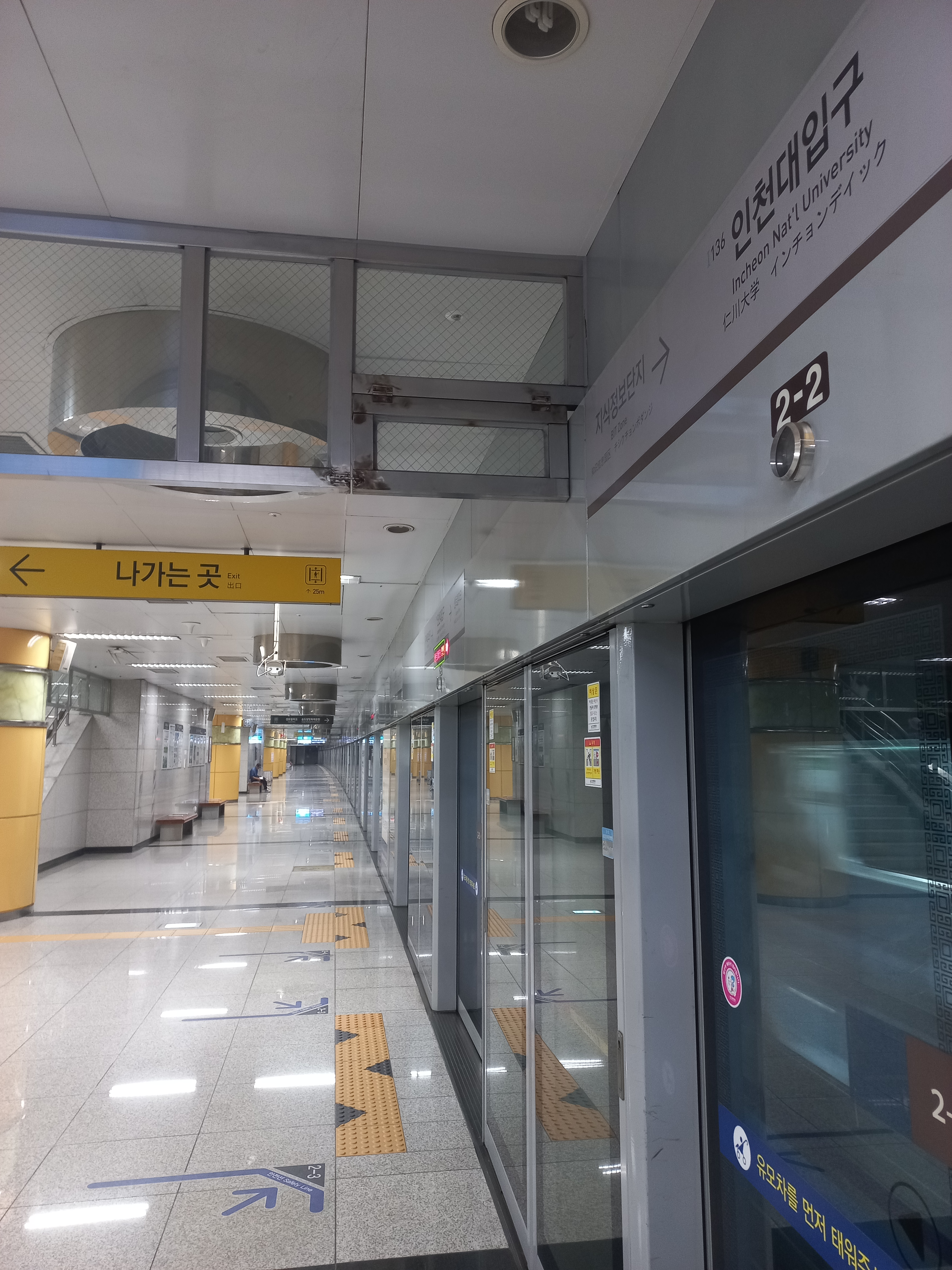
候車月台

## 相鄰車站
仁川交通公社
●仁川都市鐵道1號線
知識信息園區（I135）－仁川大學（I136）－中央公園（I137）